# Радомир Мићић
Радомир Мићић (Рожанство, 1885—1941) био је земљорадник, учесник Балканских ратова и Првог светског рата и носилац Карађорђеве звезде са мачевима.
Рођен је 1885. године у Рожанству, општина Чајетина, од оца Јована и мајке Злате. Учествовао је у ослободилачким ратовима од 1912. до 1918. године и вратио се кући са највишим ратним одликовањем и чином резервног пешадијског капетана.
У послератном периоду био је веома активан у политичком животу у селу као поуздан члан радикалне странке. Био је биран за председника општине, тако да је за десет година руковођења испунио значајним радовима на привредном и културном уздизању села.
Са почетком Другог светског рата изабран је за командира краљевске војске у свом селу. Са делом чете која је била у формирању 20. септембра 1941. године, у Ужицу преузима оружје и муницију заосталу после немачког повлачења из града, са намером да се на његов позив крене у борбу против окупатора. Међутим партизанска команда у Чајетини 28. септембра издаје тајну наредбу да се оружје у Рожанству одузме. Током препада, после краћег ватреног обрачуна, Владимир је погинуо.